# Кежек
Кежек — посёлок в Богучанском районе Красноярского края России. Входит в состав Новохайского сельсовета.

## История
Посёлок Кежек был основан в 1941 году.

## География
Посёлок находится в северо-восточной части края, на левом берегу реки Кежек (приток реки Карабула), на расстоянии приблизительно 64 километров (по прямой) к юго-юго-востоку (SSE) от села Богучаны, административного центра района. Абсолютная высота — 218 метров над уровнем моря.

## Население
| 2010 |
| ---- |
| 275  |

Гендерный состав
По данным Всероссийской переписи населения 2010 года в гендерной структуре населения мужчины составляли 53,1 %, женщины — соответственно 46,9 %.
Национальный состав
Согласно результатам переписи 2002 года, в национальной структуре населения русские составляли 90 % из 338 чел.

## Инфраструктура
В посёлке функционируют основная общеобразовательная школа, фельдшерско-акушерский пункт (филиал Богучанской районной больницы), библиотека и сельский клуб.

## Улицы
Уличная сеть посёлка состоит из семи улиц и четырёх переулков.